# プロドライブ・ハンター
プロドライブ・ハンター（Prodrive Hunter）とは、英国のレーシングコンストラクターであるプロドライブが製作するオフロード車両。「BRXハンター」とも呼ばれる。
競技車両が製作された後、それをベースに公道車両が発売された。

## 概要

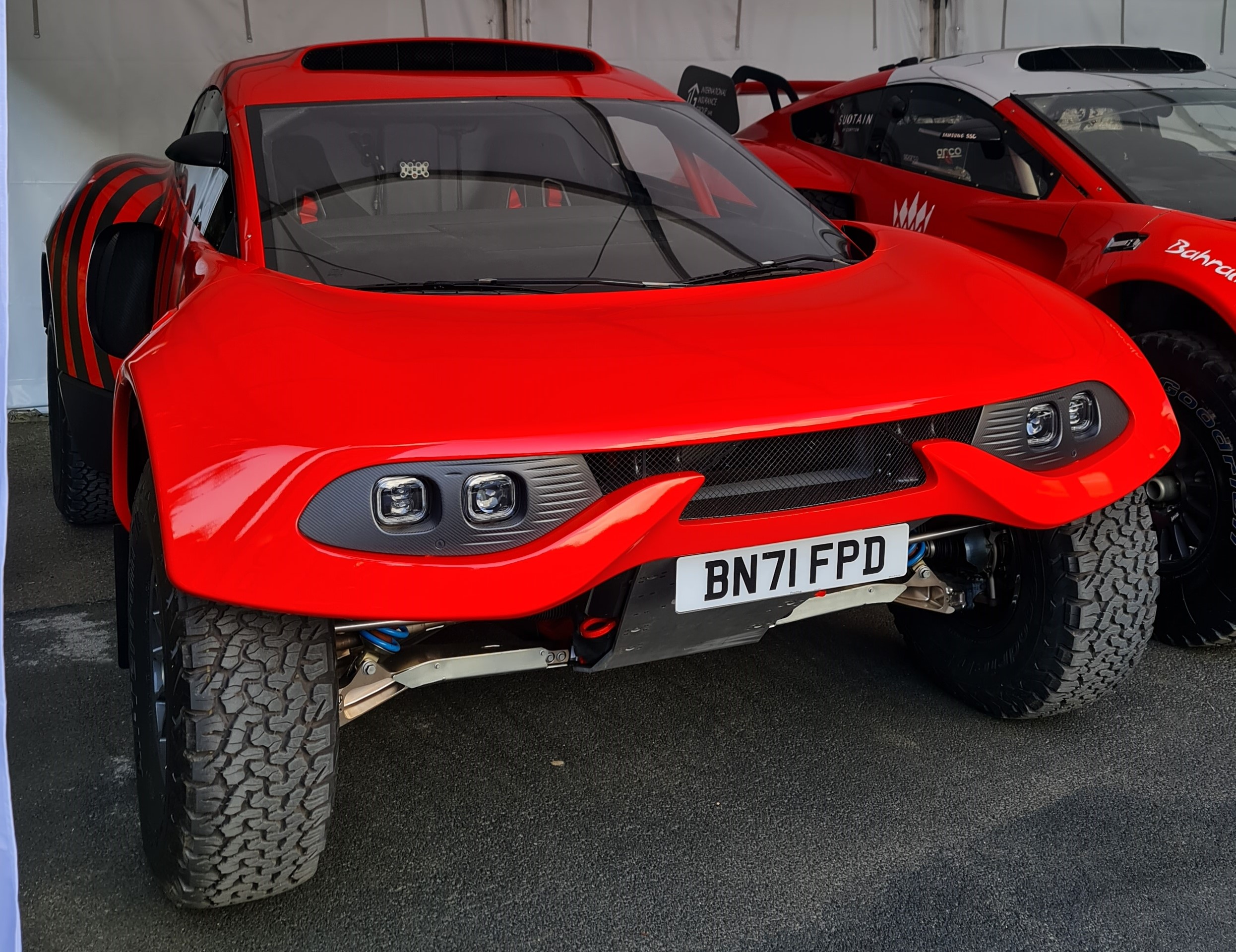
2021年仕様（グッドウッド・フェスティバル・オブ・スピード）

スバル・MINIのWRC（世界ラリー選手権）や、アストンマーティンのWEC（世界耐久選手権）など多数の国際レベルのワークス活動を担ってきた英国の独立系チームであるプロドライブは、2020年にバーレーン王国との共同事業によりラリーレイドマシンを開発することとなり、「プロドライブ・インターナショナル」を設立。
新興プライベーターチームのBRX（バーレーン・レイド・エクストリーム）として、2021年からのダカール・ラリーに、グループT1規定の四輪駆動バギーである「ハンター」を投入して参戦を開始した。
2022年の新たに四輪駆動を優位とするために導入されたグループT1+規定に合わせた「ハンターT1+」へとモデルチェンジし、ダカール・ラリーとW2RC（世界ラリーレイド選手権）へのフル参戦を開始。また同年、カスタマーチームへの供給や公道仕様のハンターの発売も行っている。

## 技術
他のグループT1車両同様、鋼鉄製パイプフレームにカーボン製のボディシェルを被せているが、特徴的なのはその外観である。
過去にジャガー・Fタイプを手掛けたイアン・カラムが担当したデザインは、市販車の販促に囚われない独立系コンストラクターらしい自由でユニークな形状となっている。また従来のバギーカーに無いGTカーのようなスワンネック型リアウィングとクーペ風の形状で空力効果を追求している。
エンジンは、2021年から過給器付きのガソリンエンジンが解禁されたことにより、フォード・GT（2代目）にも搭載されている3.5リッターV型6気筒ツインターボの「クレートエンジン」を、規則によりフロントミッドシップにマウントする。
2022年から農業廃棄物から生成されたバイオフューエルと、二酸化炭素を回収して製造したEフューエルを混ぜた燃料「プロドライブ・エコパワー」を500リッターの燃料タンクへ注入することとなった。

## 戦歴

### 2021年
ドライバーはWRCのレジェンドセバスチャン・ローブと、二輪・四輪双方でのダカール優勝経験者のナニ・ロマ。TOYOTA GAZOO RacingとX-raid MINIの一騎打ちに割って入ることはできず、ステージ3位以内は獲得できなかった。それでもロマが総合で5位で完走した。なおリタイアに終わったローブは、WRC9連覇の栄光を共にしたナビのダニエル・エレナとのコンビを、プロドライブの意向により解消させられている。
バハ・アラゴンでは長らくX-raidにいたアルゼンチンのオーランド・テラノバが加入。テラノバが2回、ローブが6回のステージ勝利を飾った。またローブは首位を快走してハンターの初優勝目前であったが、最終ステージの第1セクターでトラブルに見舞われ、7位に終わっている（ロマの5位が最高順位）。

### 2022年
T1+が投入された。ダカールではローブとテラノバで3度ステージ勝利を記録し、ローブが唯一トヨタとナッサー・アルアティヤに挑む勢力として奮起し総合2位、テラノバも4位でフィニッシュした。
この年開幕のW2RC（世界ラリーレイド選手権）では、将来的に水素エンジンでのダカール制覇を目論むゲラン・シシェリ率いるGCKモータースポーツが、データ収集のために自社開発したバイオ燃料のバギーを諦め、プロドライブと提携の上で2年契約でハンターの供給及び技術サポートを受けることとなった。シシェリのマシンはマッドマックスをモチーフとした赤錆のようなカラーリングが与えられた。
第3戦ラリー・デュ・マロック（モロッコ・ラリー）ではシシェリとテラノバが1-2フィニッシュで本車の初優勝を飾った。ローブも最終戦アンダルシア・ラリーで優勝するが、年間ランキングは不運もあって惜しくも2位で終わっている。

### 2023年
ガン治療の影響でロマが離脱。代わりに元X-raidでリトアニア人のヴァイドタス・ザラがテルトニカ・レーシングとして青色のハンターをドライブする。ダカールでは序盤にパンクが相次いだため早々に総合優勝争いから離脱したが、アウディ勢の序盤離脱やトヨタが大量リードを安全に守る体制に入ったこともあり、ローブが後半でステージ6連勝を飾り総合2位まで挽回した。これは四輪部門ではアリ・バタネンの記録を塗り替える連勝記録となった。この活躍でW2RCのランキングは、優勝したアル＝アティヤを上回って首位に立った。またシシェリも2度ステージ勝利を飾り、その速さが確かであることを証明した。
しかし同年4月メキシコのソノラ・ラリーで、ローブはクラッシュし骨折。また同時にバーレーンがスポンサーから撤退することが報じられ危機的状況に思われたが、7月には2025年からダカールに復帰するダチアのワークスチームをプロドライブが運営することが発表された。
なおソノラではブラジルのXラリーチームもハンターを運用した。W2RC最終戦ラリー・デュ・マロックでローブは復帰するが、総合3番手を走行中にクラッシュして表彰台を逃している。
2023年W2RCシーズン終了後、トヨタの絶対的エースだったナッサー・アル＝アティヤが離脱し、同年バハ・ポルタルグレ500から、プロドライブがオペレーションするナッサー・レーシングでハンターを運用することとなった。

### 2024年
ローブとアル＝アティヤの他、ブラジルと中国のプライベーターが2台ずつ、合計6台のハンターがダカール・ラリーにエントリーした。
ローブは最後まで優勝を争うが、3台で固まって首位のカルロス・サインツを完璧に護送するアウディ勢に対し、アル＝アティヤはハンターのメカニカルトラブルの多さに嫌気が差して途中離脱したため、孤軍奮闘を強いられた。最終的に終盤の岩場での足回り破損にパーツ不足で対応できず（中国のハンター勢に救助されるも1時間以上ロス）、2位からも脱落して3位での完走となった。
この大会の後プロドライブはダチアのワークスチームとなり、2024年W2RCを新開発の『サンドライダー』で闘うこととなったため、ハンターは役目を終えた。なおサンドライダーは開発の知見こそハンターの経験が活かされているが、内部構造的には完全に新設計となる。

## 公道仕様
2022年ダカールの後で、ハンターT1+を公道向けに手直しし、「世界初の全地形対応ハイパーカー」を謳って発売。カタログのキャッチフレーズは「我々が行くところには、道路は必要ない」。プロドライブ創設者のデビッド・リチャーズはこれを「砂漠のフェラーリ」とも呼んだ。「プロトタイプ」が現在の「競技車両」ではなく本来の「試作車」としての意味を持つ事例はクロスカントリーカーでは珍しい。
エンジンとその搭載位置、ボディサイズ、エアジャッキ、ロールケージ、6点式安全ハーネス、消火システムなど多くが競技仕様と同じで、本物のクロスカントリーカーを味わうことが出来る。その上吸気リストリクターや過給圧の制限から逃れられる分エンジン出力は実に1.5倍の600馬力に向上、マニュアルのシーケンシャルシフトもパドルシフトへ換装、サスペンションストローク量も350mm制限がないため400mmにまで延長され、むしろ競技仕様よりもスペックは向上している。0-100km/h加速は4秒未満、最高速度は300km/h近くとなった。
一方で燃料タンクは荷室のために480Lに縮小され、シートも快適性にやや振った形状のものに替えている。また全高は乗車しやすくするためか、100mm低くされた。
2年間に25台限定で製造される予定で、価格は125万ポンド（2.2億円）。その第一号車はスポンサーとなっているバーレーンの皇太子へ納車された。